# Полуектов Микола Сергійович
Мико́ла Сергі́йович Полуектов (* 26 жовтня 1910, Одеса — † 15 квітня 1986, Одеса) — український хімік-аналітик, з березня 1972 — академік АН УРСР.

## Біографія
Походить з родини вчителя. 1931 року закінчив Одеський хіміко-фармацевтичний інститут за спеціальністю фармакохімія.
З 1932 року був співробітником Укргіредмету (Української філії науково-дослідного інституту рідкісних металів), згодом — Одеських лабораторій ІЗНХ УРСР (зараз — Фізико-хімічний інститут імені О. В. Богатського НАН України).
У червні 1941 року захистив кандидатську дисертацію.
В 1941—1945 роках воював на фронтах німецько-радянської війни, закінчив війну на посаді начальника базової лабораторії санітарно-епідеміологічного загону 50-ї армії Третього Білоруського фронту.
Після війни очолює одну з лабораторій Укргіредмету, де працював до 1958 року.
1955 року нагороджений Першою премією Президії АН СРСР за роботи, пов'язані із застосуванням радіоактивних ізотопів.
1960 року в ГЕОХІ АН СРСР захистив докторську дисертацію.
1965 року йому присвоєне вчене звання професор.
В 1967 році стає член-кореспондентом АН УРСР.
З квітня 1972 року — академік АН УРСР.
З 1977 року працював в Фізико-хімічному інституті.
Завідував відділом фізико-хімічних методів аналізу до останнього дня життя.

## Наукова робота
Займався виробленням органічних реактивів для фотометричного визначення рідкісних елементів — К — дипікриламін — 1933, В — Н-резорцин, та основні барвники.
Одним із напрямів досліджень була полум'яна фотометрія.
Розробляв теорію методу, апаратурне оформлення та методики визначення лужних, лужноземельних і рідкісноземельних елементів (РЗЕ)
Досліджував радіоактивні ізотопи для використання в контролі поділу цирконію й гафнію.
Першим випробовував метод холодної пари — при неполум'яному атомно-абсорбційному визначенні ртуті — у 1963. Розробив та обґрунтував теорію методу, апаратури та методики аналізу.
Проводив аналітичну хімію лантанідів, вивчив склад та стійкість ряду комплексних сполук йонів лантанідів у розчинах.
Розробляв люмінесцентні, зокрема за допомогою кристалофосфорів, й спектрофотометричні методи визначення РЗЕ.
Досліджував використання для визначення біологічно активних речовин, в тому числі лікарських препаратів, сенсибілізованої люмінесценції лантанідів.
Розробляв метод кореляційного аналізу у хімії лантанідів. Налагодив метод фотометрії. Загалом під його керівництвом розроблено понад 250 методів визначення рідкісних елементів.
Вийшло друком понад 900 його праць, з них 13 монографій. Як педагог підготував 7 докторів та 33 кандидати хімічних наук.
Зареєстровано 10 його патентів — зокрема, «Методика визначення тербію» — разом з Мєшковою С. Б., З. М. Топиловою, Г. І. Герасименко. «Спосіб люмінесцентного визначення європію», у співавторстві з Т. Б. Кравченко, С. В. Бельтюковою, Л. І. Кононенко. 
У вересні 2010 року проведена міжнародна конференція, присвячена сторіччю від дня народження Полуектова.